# باشگاه بسکتبال والنسیا

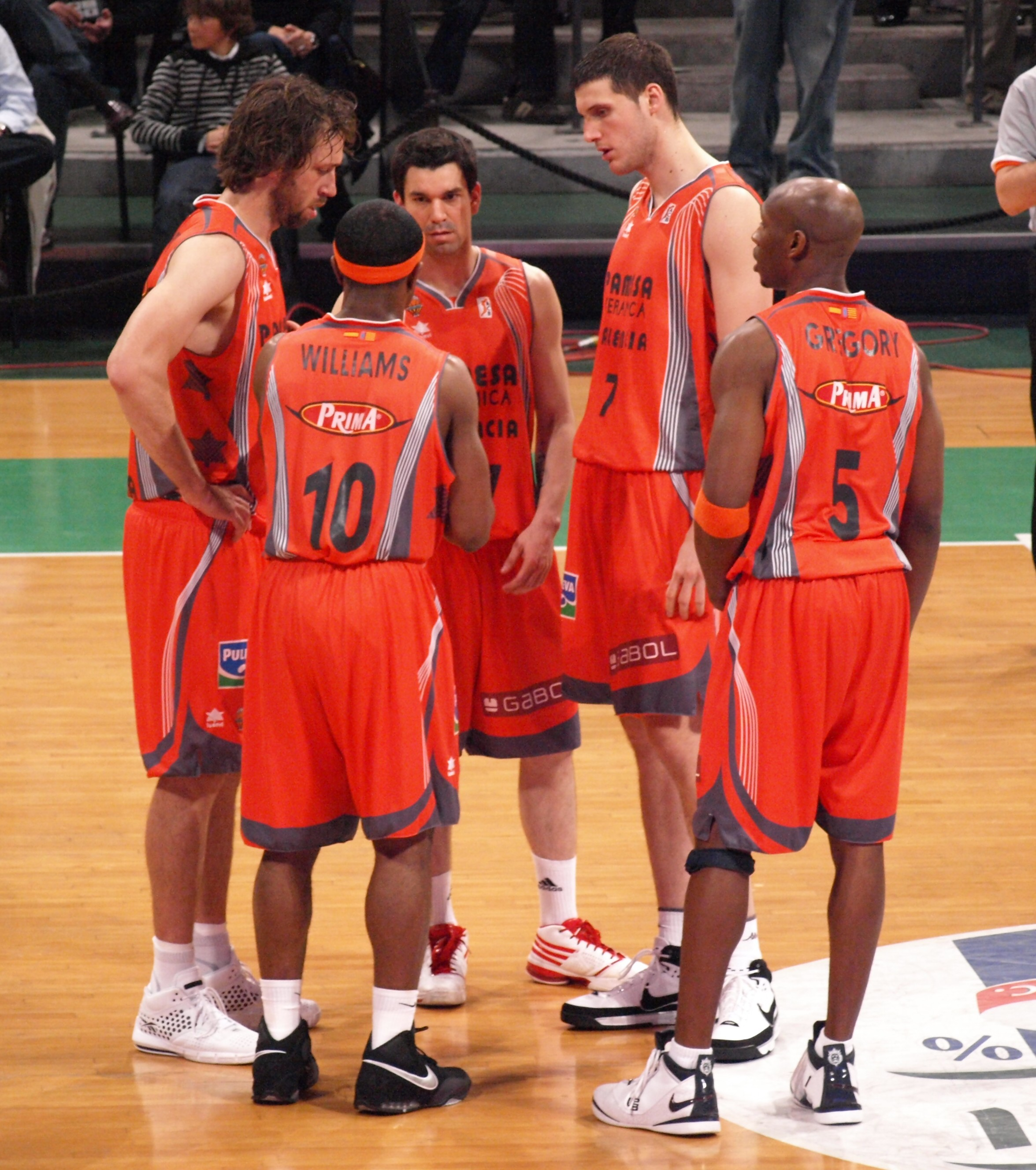
بازیکنان باشگاه بسکتبال والنسیا درسال ۲۰۰۹

باشگاه بسکتبال والنسیا (انگلیسی: Valencia BC) تیم بسکتبال حرفه ای مستقر در والنسیا اسپانیا است. این تیم در لیگ آ اس ب (لیگ ملی بسکتبال اسپانیا) و یورولیگ با حریفان خود به رقابت می‌پردازد. این تیم در سال ۱۹۸۶ تأسیس شد و یکی از باشگاه‌های معتبر اروپا به حساب می‌آید.